# Molí fariner (Aspa)
El Molí fariner és una obra d'Aspa (Segrià) inclosa a l'Inventari del Patrimoni Arquitectònic de Catalunya.

## Descripció
Infraestructura agropecuària composta per un edifici i diversos corrals adjacents, fets amb blocs de pedra escairada i morter. Es conserva el cacau de l'antic molí fariner, integrat en aquest edifici posterior.